# آتشفشان زویدوال
آتشفشان زویدوال (به هلندی: Zuidwalvulkaan) یک کوه و آتشفشان‌های خاموش در هلند است.